# RF resonans hulrumsdrev
RF resonans hulrumsdrev er et foreslået drev der benytter sig af elektromagnetisk fremdrift. I modsætning til konventionelle elektromagnetiske drev, er de ikke designet til udsendelse nogen form for reaktionsmasse - og heller ikke udsende nogen retningsbestemt stråling. Designprincippet er endnu ikke godtaget af videnskaben, da det ifølge de kendte fysiske love ikke ville virke.
Der findes flere varianter af RF resonans hulrumsdrev:
- EmDrive, SPR Ltd, R. Shawyer.
- Cannae-drive, Cannae LLC, Guido P. Fetta.

## EmDrive
EmDrive er en foreslået fremdriftsenhed til fx rumfart opfundet af den britiske luftsfartsingeniør Roger Shawyer, som har udviklet prototyper ved Satellite Propulsion Research Ltd (SPR),
virksomheden han skabte for dette mål i 2000.
EmDrive anvender et system til produktion af elektromagnetiske bølger (EM-drive) (fx mikrobølger fx frembragt af en magnetron), der bliver sendt ind i et metallisk, fuldt lukket konisk tilspidset høj-Q resonant hulrum med et større areal ved den store ende af enheden - og en dielektrisk resonator mod den smallere ende. Opfinderen påstår at enheden genererer en retningsbestemt fremdrift mod den smallere ende af det tilspidsede hulrum.
Enheden forudsætter en elektrisk energikilde til at producere dets reflekterende interne mikrobølger, men enheden har ingen bevægelige dele og kræver ingen udsendelse af reaktionsmasse til fremdrift.
Hvis enheden vises at fungere som hævdet, kan denne teknologi anvendes til at drive fartøjer fremad både på til lands, vands, undervands, luftfart og rumfart.
Maj 2018 præsenterede Martin Tajmar resultatet af gruppens testresultater af et EM-drev og Woodward-drev. EM-drevets "fremdrift" ser ud til at være resultatet af en vekselvirkning mellem en ledning med jævnstrøm og jordens magnetfelt.

## Virkemåde
Enheden, dens virkemåde - og teorierne der forsøger at forklare enheden, er alle kontroversielle. I 2015 er der stadig diskussion om EmDrive er et ægte ny fremdriftsenhed - eller dets eksperimentelle resultater blot er misforståelser af uægte effekter blandet med eksperimentelle fejl. De foreslåede funktionsteorier er alle blevet kritiseret for at bryde impulsbevarelsen, en fundamental fysiklov, selvom Shawyer påstår at EmDrive ikke gør det.
En kontroversiel videnskabsmand, der i 2015 modtog anerkendelse i form af en monografi på russisk af Ruslands Videnskabsakademi er
Johan Masreliez. Det er næsten en komplet kosmologi, som i øjeblikket optager de fleste af de udestående spørgsmål  Han har rejst Kaluza-Klein teori at være i stand til at arbejde i fem dimensioner og Woldemar Voigt s forvandling, hvilket giver et mere præcist billede af specielle relativitetsteori. Hvis han har ret, "bøjer" acceleration af energi (og masse), de metriske aspekter af rumtiden. Dette bevirker en inerti, a. Det bør også være muligt at fjerne denne kraft, og han har vist, at bevægelsen matcher DIV (a) <0 betyder negativ energi og negativ masse. På denne måde skulle resonansen i keglens geometri være i stand til at "bøje" rummet og skabe e lokal tyngdefeltsforstyrrelse.
I en artikel udgivet på NASASpaceFlight.com rapporterer José Rodal, Ph.d., Jeremiah Mullikin og Noel Munson en succesfuld vakuumtest i hvilken drevet/enheden yder en fremdrift.
Motoren går under kælenavnet “umulig motor”, fordi den netop ikke burde virke. Den bryder med Newtons tredje lov, som siger, at “aktion er lig reaktion”. Sagt på en anden måde, skal et legeme have en modkraft som fx udstødning for at skabe fremdrift. Og her falder kæden af – for EmDrive har ingen udstødning, og den bruger heller ingen brændstof.
Ifølge et lækket dokument har NASA’s Eagleworks Laboratory i 2016 nu testet motoren og målt den til at kunne skabe en fremdrift på 1,2 millinewton pr. kilowatt i vakuum. Newton er SI-enheden for kraft opkaldt efter Isaac Newton.
Til sammenligning skaber solsejl – som er den mest populære måde at skabe fremdrift uden brændstof – kun 6,67 mikronewton pr. kilowatt.

## Kinesiske eksperimenter
Kinesiske forskere fra Northwestern Polytechnical University (NWPU) i Xi'an i 2010, byggede og testede deres egen enhed baseret på Shawyers design og påstår at have replikeret Shawyers eksperimenter og har målt bedre resultater end Shawyer ved højere mikrobølgeenergier,
selvom de gjorde det klart at deres resultater er foreløbige. I 2014 i Johnson Space Center har en NASA evalueringsgruppe også replikeret hans eksperimenter ved lavere energiniveauer og målt en retningsbestemt fremdrift, som stemmer med Shawyers eksperimenter og påstande.